# Edmund Bergler
Edmund Bergler (Kolomyja, 20 luglio 1899 – Brooklyn, 6 febbraio 1962) è stato uno psicoanalista austriaco di origine ebraica, naturalizzato statunitense.
Fu uno dei teorici della cosiddetta terapia di conversione dell'omosessualità.

## Biografia
Figlio del farmacista Alexander Bergler e di Ernestine Schapira, nel 1913 si trasferì a Vienna con la madre. Soldato durante la Prima guerra mondiale, alla fine del conflitto studiò medicina nell'università della capitale austriaca. Nel '26 si specializzò in medicina interna e iniziò ad esercitare la professione a partire dall'anno successivo. Frequentò l'Istituto psicoanalitico di Vienna e si sottopose a un percorso di psicoanalisi sotto la supervisione di Wilhelm Reich e Helene Deutsch. Collaborò con la Società socialista per l'educazione sessuale e la sessuologia che era stata fondata a Vienna nel 1928 da Marie Frischauf e da Reich. Dal 1933 al 1935 ricoprì il ruolo di medico esperto nella clinica dell'Associazione psicoanalitica di Vienna. Nel 1929 si sposò con la fotografa viennese Marianne Leitner-Blumberger (1897–1980).
Dopo l'Anschluss dell'Austria nel '38, Bergler dovette lasciare la Germania nazista e si trasferì a New York, muovendosi attraverso la Francia, dove lavorò come psichiatra e come psicoanalista. Nel '43 divenne cittadino statunitense.
Egli scrisse 25 libri e 273 articoli scientifici. Fu definito come "una delle poche menti originali fra i seguaci di Sigmund Freud". I suoi contributi furono pubblicati anche su Coronet, Cosmopolitan e Charm. i temi trattati riguardano il Super-Io, il masochismo, la fase orale, la frigidità femminile e l'impotenza maschile, l'omosessualità e l'umorismo. I suoi testi fondamentali sono The Basic Neurosis (del 1949) und The Superego (del 1952).
Secondo i suoi pochissimi discepoli, Bergler fu l'unico degli studenti di Sigmund Freud che rimase sulle orme del maestro senza aprire una propria scuola. Delos Smith, editore scientifico della United Press International, definì Bergler come "uno dei più prolifici teorici del pensiero freudiano dopo lo stesso Freud". Egli insegnò al Bellevue Psychiatric Hospital, alla Cooper Union e all'Università di Cincinnati.

## Opere selezonate
- con Eduard Hitschmann: Die Geschlechtskälte der Frau: ihr Wesen und ihre Behandlung. Wien : Verl. d. „Ars Medici“, 1934.
- Talleyrand, Napoleon, Stendhal, Grabbe: psychoanalytisch-biographische Essays. Wien : Internat. Psychoanalytischer Verlag, 1935.
- Zur Psychologie des Hasardspielers, in: Imago, 22, 1936.
- Die psychische Impotenz des Mannes. Bern: Huber, 1937.
- Unhappy Marriage and Divorce. Einführung A.A. Brill. New York: International Universities Press, 1946.
- The Psychopathology of Bargain Hunters, in: Journal of Clinical Pathology, 8, 1947, S. 623–627, tradotto da Eva Borneman: Die Psychopathologie des Gelegenheitsjägers, in: Ernest Borneman: Psychoanalyse des Geldes: eine kritische Untersuchung psychoanalytischer Geldtheorien. Suhrkamp, Frankfurt am Main 1977, S. 336–341.
- The Battle of the Conscience. Washington, D.C.: Washington Institute of Medicine, 1948.
- Divorce Won't Help. New York: Harper & Brothers, 1948.
- Conflict in Marriage. New York: Harper & Brothers, 1949.
- The Basic Neurosis. New York: Harper and Brothers, 1949.
- The Writer and Psychoanalysis. Garden City: Doubleday and Co., 1949.
- Money and Emotional Conflicts. Doubleday and Co., 1951.
- Neurotic Counterfeit-Sex. New York: Grune & Stratton, 1951.
- The Superego. New York: Grune & Stratton, 1952.
- Fashion and the Unconscious. New York: Robert Brunner, 1953.
- Kinsey’s Myth of Female Sexuality: The Medical Facts. New York: Grune and Stratton, 1954.
- The Revolt of the Middle-Aged Man. New York: A.A. Wyn, 1954.
  - Die Revolte der Fünfzigjährigen. Aus d. Amerikan. übertr. von Alice Meyer. Zürich : Europa Verl., 1955.
- Homosexuality: Disease or Way of Life? New York: Hill and Wang, 1956.
- Laughter and the Sense of Humor. New York: Intercontinental Medical Book Corp., 1956.
- Psychology of Gambling. New York: Hill & Wang, 1957.
- Counterfeit-Sex: Homosexuality, Impotence and Frigidity. New York: Grune and Stratton, 1958.
- Principles of Self-Damage. New York: The Philosophical Library, 1959.
- One Thousand Homosexuals: Conspiracy of Silence, or Curing and Deglamorizing Homosexuals?. Paterson, New Jersey: Pageant Books, 1959.
- Tensions Can be Reduced to Nuisances. New York: Collier Books, 1960.
- Curable and Incurable Neurotics. New York: Liveright Pub. Co., 1961.
- con Joost Meerloo: Justice and Injustice. New York: Grune and Stratton, 1963.
- Parents Not Guilty. New York: Liveright Pub. Co., 1964.

postume
- Selected papers of Edmund Bergler, M.D., 1933–1961. New York: Grune and Stratton, 1969.
- The Talent for Stupidity : The Psychology of the Bungler, the Incompetent, and the Ineffectual. 1998 ISBN 978-0-8236-6345-3.